# Itazura na Kiss
Itazura na Kiss (イタズラなKiss, Playful Kiss) est un shōjo manga écrit et dessiné par Kaoru Tada. l'histoire d'une jeune lycéenne de 17 ans qui fut rejetée par celui qu'elle aime. Il a été prépublié dans le magazine Margaret de l'éditeur Shueisha entre 1991 et 1999, et a été compilé en un total de vingt-trois tomes.
Grâce à sa popularité, il a été adapté en trois drama en 1996, 2005, et 2010. Un remake a également été produit en 2013 sous le nom Mischievous Kiss: Love in Tokyo. Puis un anime de vingt-cinq épisodes a été produit en 2008 par le studio TMS Entertainment.

## Synopsis
Kotoko Aihara, une jeune étudiante pas très douée pour les études et très maladroite, voit un jour sa lettre d'amour être violemment rejetée par Naoki Irie - le garçon le plus brillant et populaire de l’école mais qui est d'un naturel froid.
Sa malchance ne s'arrête pas là: le soir-même, à la suite d'un tremblement de terre, sa maison est la seule à s'écrouler à cause d’une mauvaise charpente. Kotoko et son père se voient être hébergés par des amis d'enfance de ce dernier, qui se trouve être les parents de Naoki.
Kotoko doit gérer la honte qui la submerge face à Irie, mais également le caractère dédaigneux de celui-ci à son encontre, n'appréciant pas sa présence.

## Personnages

### Personnages principaux
Kotoko Aihara (相原 琴子, Aihara Kotoko)
C'est une très jolie fille mais qui est très maladroite, Kotoko se trouve dans la classe F, celle qui regroupe les plus nuls de l'école. Elle se fait rapidement un nom au lycée lorsqu'elle se fait sévèrement recaler par Naoki, alors qu'elle venait lui faire sa déclaration d'amour. Elle devient encore plus humiliée quand sa maison est la seule à s'effondrer durant un tremblement de terre, à cause d'une mauvaise charpente.
Par la suite, son père et elle emménagent chez des amis d'enfance qui se trouvent être les parents de Naoki. Honteuse face à lui, Kotoko ne se démoralise pourtant pas et tente de faire bonne figure, ce qui s'avère difficile vu la froideur de Naoki envers elle.
Naoki Irie (入江 直樹, Irie Naoki)
Irie est le garçon le plus populaire du lycée mais à cause de son caractère froid et indifférent, il est inaccessible pour les filles. Très doué dans tout ce qu'il entreprend et possédant un Q.I de 200, il se trouve dans la classe A - celle des meilleurs élèves - et est considéré comme le plus beau de l'école.
Un jour, Kotoko vient lui tendre sa lettre d'amour devant tout le lycée, mais il la rejette froidement, disant qu'il ne supporte pas les filles stupides. Lorsque Kotoko et son père viennent emménager chez lui, il garde son air indifférent face à elle, se montrant même encore plus froid et sarcastique à son encontre. Il déteste la nullité et adore ainsi malmener Kotoko sur ses difficultés scolaires et sa maladresse.

### Personnages secondaires
Kinnosuke Ikezawa (池沢 金之助, Ikezawa Kinnosuke)
L'un des plus fidèles amis de Kotoko, il est aussi très amoureux d’elle depuis longtemps. Il la met toujours dans de drôles de situations et se comporte de manière maladroite avec elle. Il déteste Naoki du fait des sentiments de Kotoko pour lui.
Yuki Irie (入江 裕樹, Irie Yuuki)
Petit frère de Naoki, il a le même caractère que ce dernier, Il s'amuse à mettre Kotoko dans tous ses états, surtout en la rabaissant sur son niveau scolaire. Il est réticent quant à sa présence et ne comprend pas les sentiments de son frère pour elle.
Noriko Irie (入江 紀子, Irie Noriko)
Mère de Naoki et Yuki, c'est une femme extravertie est pleine de joie, contrairement à ses fils. Elle prend immédiatement Kotoko sous son aile après son emménagement, la considérant comme la fille qu'elle n'a jamais eu. Elle adore se déguiser pour filmer et prendre en photos les moindres faits et gestes de ses enfants. Sachant les sentiments de Kotoko pour Naoki, elle mettra tout en œuvre pour qu’il ce marie. Son prénom est changé en Machiko dans la première adaptation en drama.
Shigeki Irie (入江 重樹, Irie Shigeki)
Père de Naoki et Yuki, il est l’ami d‘enfance du père de Kotoko et les accueille chez lui à la suite du tremblement de terre. Il est le PDG de son entreprise qui a un grand statut, mais ses problèmes de santé obligent Naoki à prendre le relais.
Shigeo Aihara (相原 重雄, Aihara Shigeo)
Père de Kotoko, il l'élève seul depuis la mort de sa femme. Patron d'un restaurant où il emploie Kinosuke, c'est un homme gentil et bienveillant qui soutient sa fille dans n'importe laquelle de ses décisions.
Christine "Chris" Robbins
Fille d'une famille très riche venant d'Angleterre, elle vient étudier au Japon afin de se trouver un petit-ami. Son père est en relation d'affaires avec le père de Naoki puis veut que sa fille ce marie avec Naoki, ce qui amène rapidement à la planification d'un mariage arrangé entre les deux pour améliorer une situation financière.
Dans l'anime, elle remplace Sahoko.
Sahoko Oizumi
Elle est la petite-fille du PDG d'une grande compagnie. Pour réparer les problèmes de la compagnie de son père, un mariage arrangé est planifié entre elle et Naoki. Lorsqu'elle comprend qu'il est tombé amoureux de Kotoko, elle abandonne finalement ce projet.
Sahoko n'apparait pas dans l'anime et son rôle est repris par Chris Robbins.
Satomi Ishikawa (石川 理美, Ishikawa Satomi)
Elle est l'une des meilleures amies de Kotoko et se trouve dans la classe F. Plus tard, elle se marie après être tombée enceinte et nomme sa fille Kiseki, qui semble être très attachée à Yuki.
Jinko Komori (小森 じん子, Komori Jinko)
Elle est l'une des meilleures amies de Kotoko et se trouve dans la classe F. C'est un garçon manqué et sort avec un musicien.
Yuko Matsumoto (松本 裕子, Matsumoto Yuko)
Camarade de fac de Naoki, c'est une femme aussi belle qu'intelligente et qui se sert de ses atouts pour charmer les hommes. Elle veut conquérir Naoki et fait tout son possible afin de faire échouer sa relation avec Kotoko. Son prénom est changé en Reiko dans la première adaptation en drama.
Keita Kamogari (鴨狩 啓太, Kamogari Keita)
Camarade de fac de Kotoko, il est méticuleux sur le métier d'infirmier et en est aussi très passionné. Il développe des sentiments pour Kotoko, ce qui amène la jalousie de Naoki.

### Autres
Funatsu (船津, Funatsu)
Il est le rival de Naoki à l'école de médecine. Il a toujours tenté de le battre, mais n'a jamais réussi car Naoki est plus intelligent. Il clame qu'il n'aime pas sortir avec des filles, mais tombe plus tard amoureux d'une camarade de Kotoko, Marina.
Sudou (須藤, Sudō)
C'est un garçon qui aime Yuko depuis la fac, mais ne fut pas en mesure de la conquérir dans le manga. Kotoko le décrit comme ayant un trouble de la personnalité: il est très gentil lorsqu'il ne tient pas une raquette de tennis, mais quand il le fait, il devient vicieux et compétitif - spécialement envers Naoki, contre qui il perd toujours.
L'anime montre qu'il s'est finalement marié avec Yuko.
Taketo Nakagawa (中川 武人, Nakagawa Taketo)
Il est l'un des admirateurs de Kotoko, après l'avoir rencontrée à la fac. Il essaie de sortir avec elle mais tombe finalement amoureux d'Ayako, la petite sœur de Yuko.
Ayako Matsumoto (松本 綾子, Matsumoto Ayako)
C'est la petite sœur de Yuko. Elle aime Naoki au début, mais tombe plus tard sous le charme de l'admirateur de Kotoko, Takendo.
Tomoko Ogura (小倉 智子, Ogura Tomoko)
Camarade de classe de Kotoko à l'école d'infirmières, c'est une fille douce et gentille comme un ange, mais devient effrayante lorsqu'il s'agit de faire face au sang.
Marina Shinagawa (品川 真里奈, Shinagawa Marina)
Camarade de classe de Kotoko à l'école d'infirmières, elle étudie dans cette branche pour se marier avec un médecin. Plus tard, elle s'intéresse à Funatsu, mais reste quand même proche des autres hommes.
Motoki Kikyou (桔梗 幹, Kikyou Motoki)
Il est l'un des camarades de classe de Kotoko à l'école d'infirmières. Il est né en tant que garçon, mais se considère comme une fille. De tous les garçons que Kotoko connaît, il est celui qui est le plus féminin. Il est le président du fan-club de Naoki.
Nobuhiro Kimura (木村 ノブヒロ, Kimura Nobuhiro)
Appelé Non-chan, il devient l'ami de Yuki pendant son admission à l'hôpital. Il a un problème de rein, ce qui l’oblige à vivre à l'hôpital, loin de ses parents. Il semble avoir perdu foi en la vie, jusqu'à ce que Kotoko et Naoki lui redonnent espoir. Grâce à Kotoko, il est devenu quelqu'un de bien. Des années plus tard, il réapparaît en tant que célèbre chanteur, connu sous le nom de Nobuhiro. Ses parents ont divorcé et se sont tous deux remariés. Il s'en va après que son père a un autre enfant avec une nouvelle femme.
Konomi Sagawa (佐川 好美, Sagawa Konomi)
C'est une fille qui a la même naïveté et l'altruisme que Kotoko. Elle aime Yuki depuis le collège, mais celui-ci a refusé d'être son ami.
Ryo Takamiya (高宮 良, Takamiya Ryō)
Il est le riche petit-ami de Satomi et deviendra plus tard son mari. C'est un garçon très obéissant, ce qui lui vaut de ne pas défier sa mère, qui est contre son mariage avec Satomi. Mais grâce au soutien de Kotoko, il décide de suivre son cœur.
Rika Irie (入江 理加, Irie Rika)
Elle est la cousine de Naoki et Yuki et a déménagé en Amérique il y a cinq ans. Lorsqu'elle revient, elle tente de séparer Naoki et Kotoko, mais finit par échouer. Rika apparaît comme étant le premier baiser de Naoki, mais cela fut contre la volonté de ce dernier.
Elle apparaît dans une adaptation spéciale coréenne.
Akiko (秋子, Akikō)
C'est une patiente handicapée dont s'occupe Keita durant son internat à l'hôpital. Pendant ce laps de temps, tous deux tombent amoureux l'un de l'autre, mais à cause de son manque de confiance en elle, elle cesse ses tentatives pour marcher à nouveau. Cependant, après une incroyable dispute avec Kotoko, elle finit par y arriver.
Yoshida-san
C'est une femme de 80 ans dont s'occupe Kotoko à l'hôpital. Elle lui donne énormément de fil à retordre et est assez ingérable pour le personnel. Mais elle finira par réaliser que Kotoko est une travailleuse qui fait toujours de son mieux. Elle aime Naoki.

## Manga
Publié pour la première fois en 1991 par Shueisha, Itazura na Kiss devient rapidement célèbre grâce à son humour et ses personnages.
Une douzaine de volumes sont commercialisés, mais la parution s'interrompt lorsque Kaoru Tada meurt subitement en 1999. Cependant, le mari de la mangaka a autorisé les éditions à continuer le manga selon la manière dont Tada l'avait officiellement planifié.

## Drama
En 1996, Itazura na Kiss est premièrement adapté en un drama japonais. Intitulé du même nom, il est diffusé entre octobre et décembre avec 9 épisodes. Cette version ne couvre pas la vie de Kotoko et Naoki une fois mariés.
En 2005, le manga est adapté en deux dramas taïwanais : It Started With a Kiss et la suite They Kiss Again. Les acteurs principaux sont Ariel Lin en tant que Yuan Xiang Qin (alias Kotoko) et Joe Cheng en tant que Jiang Zhi Shu (alias Irie).
En 2010, la série Playful Kiss, une adaptation sud-coréenne, est diffusée. Les acteurs principaux sont Kim Hyun Joong de SS501 en tant que Baek Seung Jo et Jung So-min en tant que Oh Ha Ni.
En 2013, la diffusion d'une série de remakes japonais a débuté le 29 mars sur Fuji TV, sous le nom de Mischievous Kiss: Love in Tokyo. Les acteurs principaux sont Miki Honoka en tant que Kotoko Aihara et Yuki Furukawa en tant que Naoki Irie. Un épisode spécial est ensuite diffusé le 12 septembre 2014, et une seconde saison est diffusée à partir du 24 novembre 2014.
En 2015, Itazura na kiss a été adapté dans un drama thaïlandais portant le nom de " kiss me ", dans une version assez différente des autres tout en gardant l'esprit du manga, de l'animé et des autres drama realisés quelques années avant. Cette série ne comporte pas  beaucoup d’épisodes , seulement 20.

## Anime
En 2008, le manga est adapté en anime. De 25 épisodes diffusés du 4 avril au 25 septembre. Étant donné que le manga n'avait pas de fin précise à la suite de la mort de sa mangaka, la fin de l'anime a été entièrement inventée grâce aux directives scénaristiques laissées par Tada.
L'opening s'intitule Kimi, Meguru, Boku et est interprété par Motohiro Hata.

Le premier ending (épisodes 01 à 13) s'intitule Kataomoi Fighter et est interprété par GO!GO!7188.

Le second ending (épisodes 14 à 25) s'intitule Jikan yo Tomare et est interprété par Azu feat. SEAMO.

### Doublage
- Kotoko Aihara : Nana Mizuki
- Naoki Irie : Daisuke Hirakawa
- Kinnosuke Ikezawa : Shuuhei Sakaguchi
- Christine "Chris" Robbins : Yuko Goto
- Yuko Matsumoto : Akiko Kimura
- Sudou :  Mitsuo Iwata
- Ayako Matsumoto : Saori Seto
- Noriko Irie : Naoko Matsui

### Bande originale
Le 7 janvier 2009, la bande originale de l'anime sort. Intitulé Itakiss Station, l'album regroupe toutes les musiques et chansons entendues dans l'anime.